# Tropidion citrinum
Tropidion citrinum är en skalbaggsart som beskrevs av Martins 1968. Tropidion citrinum ingår i släktet Tropidion och familjen långhorningar. Inga underarter finns listade i Catalogue of Life.